# Gran Premio de Fourmies 2019
La 87.ª edición de la clásica ciclista Gran Premio de Fourmies fue una carrera en Francia que se celebró el 8 de septiembre de 2019 sobre un recorrido de 205 kilómetros con inicio y final en la ciudad de Fourmies.
La carrera formó parte del UCI Europe Tour 2019, dentro de la categoría 1.HC. El vencedor fue el alemán Pascal Ackermann del Bora-Hansgrohe seguido del belga Jasper Philipsen del UAE Emirates y el neerlandés Boy van Poppel del Roompot-Charles.

## Equipos participantes
Tomaron parte en la carrera 24 equipos: 6 de categoría UCI WorldTeam; 14 de categoría Profesional Continental; y 4 de categoría Continental. Formando así un pelotón de 165 ciclistas de los que acabaron 143. Los equipos participantes fueron:
| WorldTeams (6)- Astana - Bora-hansgrohe - UAE Team Emirates - AG2R La Mondiale - Groupama-FDJ - Trek-Segafredo Equipos continentales profesionales (14)- Cofidis, Solutions Crédits - Total Direct Énergie - Wanty-Groupe Gobert - Vital Concept-B&B Hotels - Wallonie Bruxelles - Israel Cycling Academy - Arkéa-Samsic - Roompot-Charles - Neri Sottoli-Selle Italia-KTM - Nippo Vini Fantini Faizanè - Delko-Marseille Provence - Sport Vlaanderen-Baloise - Gazprom-RusVelo - Team Novo Nordisk Equipos continentales (4)- Saint Michel-Auber 93 - Amore & Vita-Prodir - Natura4Ever-Roubaix Lille Métropole - IAM Excelsior |
| |

## Clasificación final
- Las clasificaciones finalizaron de la siguiente forma:[4]

| \| Clasificación general \| Clasificación general \| Clasificación general \| Clasificación general \| Clasificación general \| \| Ciclista \| Ciclista \| Equipo \| Tiempo \| \| \| --------------------- \| --------------------- \| ----------------------------------- \| --------------------- \| --------------------- \| \| 1.º \| Pascal Ackermann \| Bora-Hansgrohe \| 4 h 46 min 29 s \| \| \| 2.º \| Jasper Philipsen \| UAE Team Emirates \| + 0 s \| \| \| 3.º \| Boy van Poppel \| Roompot-Charles \| + 0 s \| \| \| 4.º \| Edwin Ávila \| Israel Cycling Academy \| + 0 s \| \| \| 5.º \| Pierre Barbier \| Natura4Ever-Roubaix Lille Métropole \| + 0 s \| \| \| 6.º \| Jasper Stuyven \| Trek-Segafredo \| + 0 s \| \| \| 7.º \| Imerio Cima \| Nippo-Vini Fantini-Faizanè \| + 0 s \| \| \| 8.º \| Amaury Capiot \| Sport Vlaanderen-Baloise \| + 0 s \| \| \| 9.º \| Julien Duval \| AG2R La Mondiale \| + 3 s \| \| \| 10.º \| Hugo Hofstetter \| Cofidis, Solutions Crédits \| + 3 s \| \| |                  |                                     |                 |
| |                  |                                     |                 |
| Fuente: ProCyclingStats |                  |                                     |                 |
| Clasificación general |                  |                                     |                 |
| Ciclista | Ciclista         | Equipo                              | Tiempo          |
| 1.º | Pascal Ackermann | Bora-Hansgrohe                      | 4 h 46 min 29 s |
| 2.º | Jasper Philipsen | UAE Team Emirates                   | + 0 s           |
| 3.º | Boy van Poppel   | Roompot-Charles                     | + 0 s           |
| 4.º | Edwin Ávila      | Israel Cycling Academy              | + 0 s           |
| 5.º | Pierre Barbier   | Natura4Ever-Roubaix Lille Métropole | + 0 s           |
| 6.º | Jasper Stuyven   | Trek-Segafredo                      | + 0 s           |
| 7.º | Imerio Cima      | Nippo-Vini Fantini-Faizanè          | + 0 s           |
| 8.º | Amaury Capiot    | Sport Vlaanderen-Baloise            | + 0 s           |
| 9.º | Julien Duval     | AG2R La Mondiale                    | + 3 s           |
| 10.º | Hugo Hofstetter  | Cofidis, Solutions Crédits          | + 3 s           |

## UCI World Ranking
El Gran Premio de Fourmies otorgó puntos para el UCI Europe Tour 2019 y el UCI World Ranking, este último para corredores de los equipos en las categorías UCI WorldTeam, Profesional Continental y Equipos Continentales. Las siguientes tablas son el baremo de puntuación y los 10 corredores que obtuvieron más puntos:
| Posición              | 1.º | 2.º | 3.º | 4.º | 5.º | 6.º | 7.º | 8.º | 9.º | 10.º | 11.º | 12.º | 13.º | 14.º | 15.º | 16.º-30.º | 31.º-40.º |
| Clasificación general | 200 | 150 | 125 | 100 | 85  | 70  | 60  | 50  | 40  | 35   | 30   | 25   | 20   | 15   | 10   | 5         | 3         |

| Clasificación |                  |                                     |         |
| Posición      | Ciclista         | Equipo                              | General |
| ------------- | ---------------- | ----------------------------------- | ------- |
| 1.º           | Pascal Ackermann | Bora-Hansgrohe                      | 200     |
| 2.º           | Jasper Philipsen | UAE Emirates                        | 150     |
| 3.º           | Boy van Poppel   | Roompot-Charles                     | 125     |
| 4.º           | Edwin Ávila      | Israel Cycling Academy              | 100     |
| 5.º           | Pierre Barbier   | Natura4Ever-Roubaix Lille Métropole | 85      |
| 6.º           | Jasper Stuyven   | Trek-Segafredo                      | 70      |
| 7.º           | Imerio Cima      | Nippo-Vini Fantini-Faizanè          | 60      |
| 8.º           | Amaury Capiot    | Sport Vlaanderen-Baloise            | 50      |
| 9.º           | Julien Duval     | AG2R La Mondiale                    | 40      |
| 10.º          | Hugo Hofstetter  | Cofidis, Solutions Crédits          | 35      |